# Plan A!
Plan A! ist das erste Studioalbum von Thomas Godoj. Es erschien am 4. Juli 2008 auf CD bei der Plattenfirma Sony Music Entertainment. Thomas Godoj, der am 17. Mai 2008 die fünfte Staffel der Castingshow Deutschland sucht den Superstar (DSDS) gewann, hatte während der Show immer wieder betont, dass er gewinnen möchte und es somit für ihn keinen Plan B gebe. Der Titel Plan A! spielt darauf an, dass er nach dem Gewinn der Castingshow sein direkt angestrebtes Ziel umsetzt, als Künstler arbeiten zu können. Das Album enthält neben Songs erfahrener Songwriter auch eigene Lieder von Thomas Godoj, was für das Debütalbum eines Castingshowsiegers ungewöhnlich ist.

## Entstehung
Das Album Plan A! wurde, wie 2008 für Gewinner von DSDS noch üblich, über das Major Label Sony Music Entertainment herausgebracht. Dieser Sieg hatte einen Optionsvertrag über drei Alben zur Folge. Die Veröffentlichung des ersten Albums nach einem Castingsieg muss immer sehr schnell gehen, da die Produktion unmittelbar nach dem jeweiligen Sieg anläuft, weshalb die Künstler in der Regel auf bereits vorhandenes Songmaterial zurückgreifen müssen. Als Songmaterial werden den zuletzt noch im Rennen befindlichen Künstlern einer jeden DSDS-Staffel verschiedene Songs angeboten, aus denen für das potentielle Album ausgewählt werden kann. Für Plan A! waren unter anderem das Produzententeam Hitbay aus Stuttgart, das aus Oliver Nova, Nicolai Sukup und Christoph Rau besteht, aber auch Christian Neander, Sänger und Songwriter der Rockgruppe Selig, der 2011 für den Deutschen Musikautorenpreis 2011 nominiert war, kreativ. Einen Beitrag zum Album leisteten auch Harry Sommerdahl, der zum Beispiel The Rasmus produzierte, ebenso wie Andreas Carlsson, schwedischer Musikproduzent, Komponist und Songwriter, der 1999 mit dem Lied der Backstreet Boys I Want It That Way für den Grammy Award für den „Song des Jahres“ nominiert gewesen war.
Aufgrund seiner musikalischen Vergangenheit mit der Band Wink konnte Thomas Godoj jedoch auch zwei deutsche Lieder, die er zusammen mit den damaligen Bandkollegen geschrieben hatte, und ein weiteres, neues Lied, geschrieben mit Christian Bömkes, veröffentlichen. Der ursprüngliche Termin zur Veröffentlichung musste um zwei Wochen verschoben werden, da neben Let It Be mit Leaving von den H-Blockx ein weiterer Coversong auf das Album gekommen wäre, wozu Thomas Godoj nicht bereit war. Ein Neudruck der Booklets wurde erforderlich. Am 21. November 2008 wurde Plan A! nochmal in einer Platin-Edition veröffentlicht. Neben einer zweiten CD mit fünf seiner Lieder als Unplugged-Version und zwei Videoclips gab es auch noch vier Bonustracks. Für die akustischen Arrangements der unplugged-Songs zeichnete René Lipps verantwortlich. Einer dieser Bonustracks war ein Cover von Suspicious Minds, dessen Original Elvis Presley im November 1969 veröffentlicht hatte. Auf den Unplugged Stücken steuerte Tom Fronza das Didgeridoo bei. 

## Cover
Bei der Gestaltung des Covers dominieren Brauntöne, es zeigt Thomas Godoj in Jeans und Lederjacke. Das Booklet, das alle Songtexte enthält, wurde von Ronald Reinsberg gestaltet. Die Fotos wurden im Gasometer Oberhausen, wenige Kilometer von seiner Heimatstadt Recklinghausen entfernt, von Nikolai Georgiew gemacht.

## Themen und Titelliste
Auf diesem Album befinden sich sowohl englische als auch drei deutsche Lieder. Thematisch geht es hauptsächlich um die Liebe, Godoj beschäftigt sich jedoch in den von ihm selbst geschriebenen Liedern auch mit anderen zwischenmenschlichen Themen und seiner eigenen jüngsten Vergangenheit.
Love Is You war für ihn eine Rockballade, die ins Ohr gehe, weshalb für seine erste Single seine Wahl auf dieses Lied fiel. Geschrieben wurde es unter anderem von Michelle Leonard, die vor allem zu Beginn ihrer Songwriterkarriere viel für Castinggewinner geschrieben hat, in den letzten Jahren jedoch auch zum Beispiel für Cinema Bizarre oder Tarja Turunen. „Love is you, seeing things like you do, waking up next to you, wanna give you all, all that I am“ steht im Refrain und zeigt, dass der Protagonist dieses Songs sehr verliebt scheint.
Autopilot ist der erste auf deutsch gesungene Song auf diesem Album, der schon 2006 entstand. Die Idee zu diesem Lied hatte Thomas Godoj, als ihm in einem Autostau die Textzeile „Wir schalten auf Autopilot und fliegen von hier fort, solang der Himmel uns trägt, wird gelebt“ einfiel. Aus dieser Textzeile entstand ein Liebeslied, hauptsächlich aus seiner Feder und der seiner Bandkollegen. Am Text mitgearbeitet hat auch Martin „Fly“ Fliegenschmidt, der als Songwriter und Musiker zum Beispiel auch Songs für Roger Cicero oder Christina Stürmer geschrieben hat. Autopilot sticht durch seine vielen Metaphern heraus, zum Beispiel „Wohin verschwindet das Tageslicht, eigentlich, sobald wir uns zeigen, wenn das so was wie ’ne Träne ist, erwähne es, bevor ich dich nicht mehr seh’“.
Den zweiten deutschen Song Plan A! hat er zusammen mit Christian Bömkes getextet. In diesem Lied verarbeitet er seinen Sieg bei DSDS. Nach diesem Sieg hatte sich sein Leben schlagartig geändert: „ein Tag ohne Blitzlicht, Teil der Vergangenheit, ich denk immer noch das gibt's nicht“. Auch scheint ihm bewusst zu sein: „noch fehlt hier so was, wie ein Gleichgewicht, doch ich weiß, es wird schon irgendwann vorbeischauen“. Aber ganz unabhängig, wohin die Reise geht, dankt er in diesem Lied seinen Fans: „'s hat sich gelohnt auf euch zu bauen, ihr könnt mir weiterhin vertrauen, das andere ergibt sich, ihr seid mir wichtig“.
Let It Be ist ein Lied, das Paul McCartney im Januar 1969 komponiert hat. Thomas Godoj sang dieses Lied als Rockversion im Halbfinale von DSDS 2008. Diese Version von Lillo Scrimali arrangiert, der als Musical Director für die RTL-Castingshow bekannt wurde, löste sowohl bei den Zuhörern wie auch bei der DSDS-Jury Begeisterung aus, weshalb dieses Arrangement auch auf das Album kam.
Summer Breeze ist eine leichte Rockballade, geschrieben unter anderem von Godojs altem Bandkollegen und Freund Christian Bömkes. In Summer Breeze wird die Liebe des Protagonisten mit einer Sommerbrise verglichen: „She’s like a summer breeze, on cold and dark winter days, just like a star inside the roaring sky“, die ihn mit auf ein Häuserdach nimmt: „Look it’s all so easy, don’t you lose your faith now, everything’s (so) small from up here“. Sie gibt ihm die Gewissheit: „She lets me be who I want, she doesn’t care, what people think or say, she spreads her magic every day“.
Helden gesucht sollte eigentlich ein Fußballsong werden. Das war zumindest die Intention der Band Wink, deren Sänger Thomas Godoj war und mit der zusammen er das Lied zur Fußball-Weltmeisterschaft 2006 geschrieben und aufgenommen hatte. Die Thematik „Helden in unserer Gesellschaft“ kann sehr vielfältig eingesetzt werden, deshalb kam das Lied etwas umgeschrieben auf das Album. 

Refrain aus Helden gesucht

Der Refrain ist allgemein gehalten und steht für alle „Helden dieser Gesellschaft“: „Denn es werden wieder Helden gesucht, die unter Feuer was vertragen. Unaufhaltsam, nie zu stolz, sich zu verlieren. Denn es werden wieder Helden gesucht, die erst gar nicht danach fragen. Fragen wie viel, fragen weswegen, fragen für wen.“ Seiner ursprünglichen Bestimmung wurde der Song 2009 zugeführt, als sich die U-21-Fußballnationalmannschaft dieses Lied als Mottomusik für die U-21-Fußball-Europameisterschaft in Schweden aussuchte. Den Mottosong Euro-Helden gesucht sangen die Kicker zusammen mit Thomas Godoj in den Peppermint Park Studios auf dem Expo-Gelände in Hannover ein.

## Veröffentlichungen

### Singles
Das Lied Love Is You wurde am 23. Mai 2008 sowohl als Single als auch in der Maxiversion veröffentlicht. Am 13. Juni 2008 kam es zu einer weiteren Veröffentlichung, bei der auch der Videoclip enthalten war. Am 29. August 2008 folgte die Singleauskopplung zu Helden gesucht. Die Famous 5 des Albums wurden zusätzlich noch als Maxisingle am 24. Oktober 2008 veröffentlicht.
Love Is You
1. Love Is You (Radioversion)
2. Love Is You (Akustikversion) – 3:51

Helden gesucht
1. Helden gesucht
2. I Surrender – 3:31
3. Helden gesucht (Akustikversion) – 3:32
4. Helden gesucht (instrumental) – 3:46

Famous 5
1. Helden gesucht (Radioversion)
2. Love Is You (Radioversion)
3. Let It Be
4. Autopilot
5. I Don't Feel the Same

### Musikvideos
Das Video zur Vorabsingle Love Is You von Regisseur Nikolai Georgiew wurde im Gasometer Oberhausen aufgenommen. Es zeigt eigentlich nur die Band zusammen mit Thomas Godoj, wie sie das Lied spielen. Nikolai Georgiew gab diesem Video jedoch durch häufigen Perspektivenwechsel, Ausblendungen und Lichtreflexionen eine sehr sphärische Note.
Verantwortlich für das Video zu der Singleauskopplung Helden gesucht zeichnet Johannes Grebert, der die Aufnahmen in der Universität der Künste Berlin machen ließ. Man sieht abwechselnd Thomas Godoj singend mit seiner Band, dann aber immer wieder Einspielungen von „Alltagshelden“ wie zum Beispiel Krankenpfleger bei der Arbeit, Fallschirmspringer oder Arbeiter in einer Zeche. Bis auf zwei Aufnahmen, die gestellt waren, wurden für diese Aufnahmen nur Menschen gefilmt, die in ihrem Leben auch tatsächlich diese Arbeiten bewältigen.
Am 7. November 2008 wurde in den Peppermint Park Tonstudios im Expo Park Hannover, deren Inhaber der Musikproduzent Mousse T. ist, das Video zu Autopilot gedreht. Auch bei diesem Video führte Nikolai Georgiew Regie. Sehr ausdrucksstark wird das Spiel der verschiedenen Musiker durch Ein- und Ausblendungen eingefangen. Viele von der Decke hängende leuchtende Glühbirnen vermitteln dem Zuschauer etwas Fliegendes, ebenso wie der Perserteppich auf dem die Musiker stehen, der die Assoziation weckt, dass dieser mit der Textzeile „Wir schalten auf Autopilot und fliegen von hier fort“ wie ein Fliegender Teppich mit ihnen zusammen gleich abhebt.

## Tour

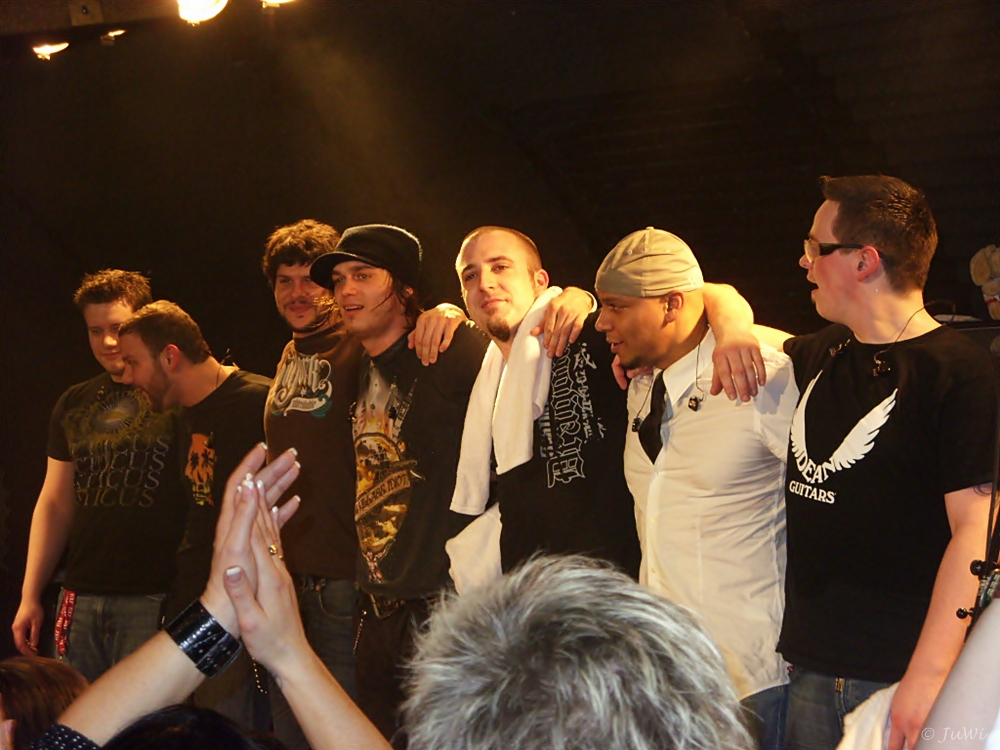
Von links: Daniel Geist, Sebastian Netz, Tom Fronza, Thomas Godoj, Torsten Bugiel, Bonny G.Assan, René Lipps

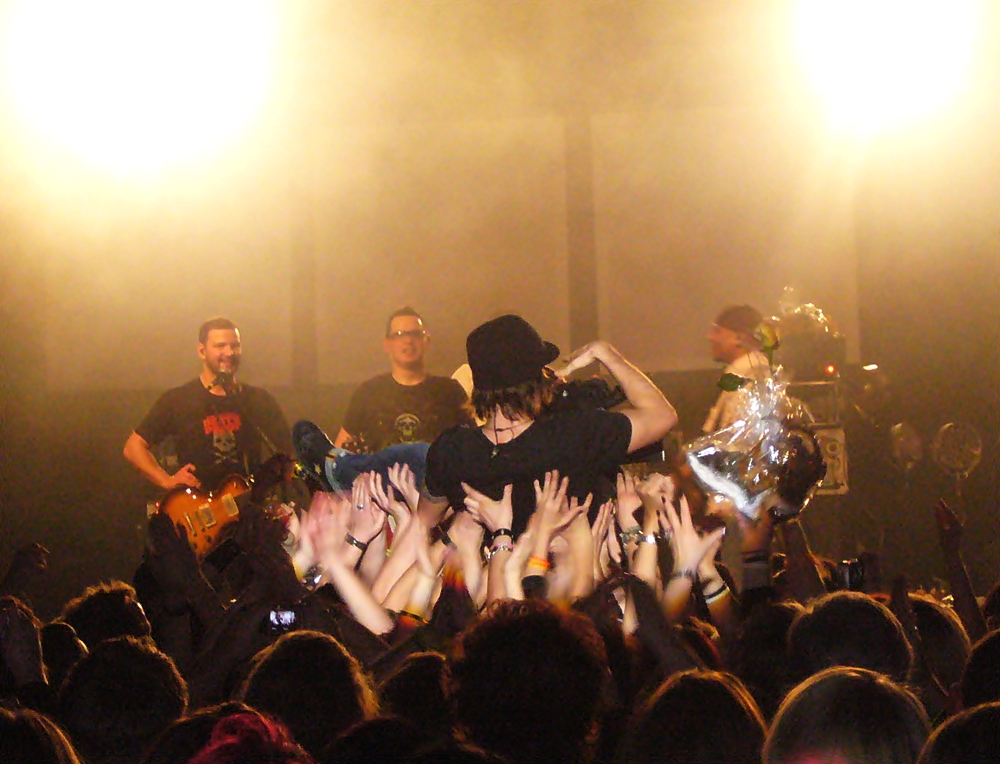
Thomas Godoj am 6. März 2009 in Ulm beim Stagediving

Godojs erste gleichnamige Tour zum Album begann am 4. Dezember 2008 und führte ihn durch 16 Städte in Deutschland, Österreich und der Schweiz. Geplant und organisiert war die Tour von der Booking-Agentur Four Artists und sie war weitestgehend ausverkauft, obwohl zwischenzeitlich noch auf größere Hallen umgebucht worden war. Im Februar 2009 folgten weitere 22 Konzerte. Musikalisch begleiteten ihn Torsten Bugiel (Schlagzeug) und Sebastian Netz (Gitarre), die beide schon Bandkollegen bei Wink gewesen waren, außerdem René Lipps (Gitarre), Daniel Geist (Keyboard) und Bonny G. Assan (Bass). Das Repertoire, das sie während der zweistündigen Konzerte boten, ging über das Album hinaus. Gespielt wurde neben den bereits auf dem Album befindlichen Coverversionen unter anderem auch noch der polnische Song Urke. Dieses Cover wurde im Original 2002 von der Rockband Wilki, die in Polen seit 1991 sehr bekannt sind, veröffentlicht. Mit deren Songwriter Robert Gawlinski traf sich Thomas Godoj noch während der Plan-A!-Konzerte, um mit ihm zusammen einen polnischen Song für sein nächstes Album zu schreiben. Auch Songs seiner früheren Band Wink oder zwischenzeitlich mit der aktuellen Band geschriebene, neue Songs bereicherten das Repertoire. Sehr facettenreich wurde jeweils ein Akustikteil in den Konzertablauf eingebaut. Vor allem während dieses Abschnitts kamen die Didgeridoos des Gastmusikers Tom Fronza zur Geltung. Bei Live-Auftritten war ihm der nahe Kontakt zu seinem Publikum wichtig. Er motivierte dieses zum Mitmachen oder betrieb Stagediving. Im Sommer folgten noch einige Sommerfestivals.

## Rezeption

### Auszeichnungen
Das Album wurde in Deutschland 2009 auch mit dem Echo ausgezeichnet.

### Pressestimmen
Laut.de wertet den Longplayer weitgehend positiv: „ausdrucksstark, vielseitig und durch und durch unberechenbar rocke und schmachte sich Godoj durch oftmals erfrischend gehaltvolle, berührende Texte. Überwiegend bediene er sich des Englischen, versuche sich aber erfolgreich auch auf deutsch. Für einige Lyrics habe er, sehr im Gegensatz zum Gros der Casting-Clowns, selbst mit Hand angelegt. Bei Autopilot gehe zudem die Musik teilweise auf sein eigenes Konto.“ „Ein Tag ohne Blitzlicht, Teil der Vergangenheit. Bleibe zu hoffen, dass sich die momentane Popularität nicht als allzu flüchtig erweist. Melodische Gitarren trügen durch den Titeltrack, mit dem Thomas Godoj seine Situation überaus scharfsichtig umreiße.“ Der Autor resümiert: „Alles richtig. Fast schon verdächtig.“
„Es seien ausschließlich seine Stimme und der ehrliche Wille zur ehrlichen Interpretation, die all den Midtempo-Rocknümmerchen von der Stange ihren Tragekomfort verliehe.“, schreibt plattentests.de. Love Is You könne man im Nullkommanichts schön hören, bei It's Beautiful sei das noch nicht einmal nötig. Die eigentliche Überraschung sei allerdings, dass mit Autopilot und Helden gesucht auch zwei Songs aus Wink-Zeiten auf Plan A! zu finden seien, die ungefähr wie Revolverheld in gut klängen. Das einzige, was wirklich gar nicht gehe, seien die Säbelzahn-The-Rasmus-Gitarren bei Let It Be, aber mit einem Beatles-Cover könne man ja ohnehin nicht viel richtig machen.
Die Plattform für Kunst und Jugendkultur fm5.at sieht in Plan A! „schwelgende Melodien“ aus Love Is You, die an Oasis erinnerten, oder griffige Lieder der Bauart Autopilot, welches an dritter Stelle steht und den besten Song auf Plan A! darstelle.
„Ausschweifend gitarrenpoppig dürfe es sein (Too Young to Grow Old, Let It Be, Helden gesucht, The Morning Sun), sanft balladesk (Summer Breeze) oder auch erdig rockig (Not the Only One). Die Mixtur stimme, auch wenn die Homogenität deswegen flöten gehe. Das Verhältnis zwischen ruhigen Songs und catchy Rockern könne trotzdem als ausgeglichen bezeichnet werden. Leider, das müsse bei aller Sympathie auch gesagt werden, würde ab und zu in Klischees gestochert, etwa bei I Don't Feel the Same oder It's Beautiful. Das habe nicht sein müssen. Trotzdem würde der Eindruck bestätigt, dass der Mann hinter dem Mikro ein gefestigter, integrer Kerl sei, der genau wisse was er kann und was er will.“ Auch „mangelnde Selbstreflexion könne man dem Album nicht vorwerfen, denn das Titelstück thematisierte kritisch die glitzernde Scheinwelt“.
Ebenfalls positiv wertet es computerbild.de. „Plan A! klinge wirklich nicht nach B-Ware. Sauber durchproduziert, auch wenn man den Songs anhöre, dass sie unter zeitlichem Druck entstanden, dass sie durchaus mit Blick auf den Markt geschrieben wurden.“ Auch „verleihe Godojs markante Stimme den sonst recht cleanen Pop- und Rocknümmerchen etwas Eigenständiges.“ Bezogen auf die Platin-Edition sieht der Autor allerdings keinen Grund, diese zusätzlich zu erwerben, auch wenn „Godoj unplugged noch mal sein stimmliches Talent und jenes an der Gitarre verdeutlichen mag. Und die Unplugged-Version von Autopilot ein Hinhörer sei.“
Cdstart.de geht in der Rezension zuerst auf Plan A! (Platin Edition) ein und moniert, „Plan A! komme als schwer aufgemöbelte Neuauflage mit gleich neun (!) Bonustracks und zwei Videoclips nochmals in die Läden. Dagegen sehe die Erstauflage richtig alt aus.“ Um dann die Mechanismen einer Castingshow zu beleuchten und zu konstatieren, dass der Recklinghäuser „eine Zusammenarbeit mit Dieter Bohlen erfolgreich habe verhindern können, für sein Debüt namens Plan A! zeichne sich neben dem Valicon-Produktionsteam auch der Künstler selbst verantwortlich.“ Abschließend wird auch auf die Songs selbst eingegangen. „Interessant sei Plan A! deshalb nur in den Momenten, in denen sich unser Aschenputtel ein wenig aus dem starren Schema der kühl kalkulierten Radiotauglichkeit befreie. Mit Abstrichen gelte dies für Summer Breeze, dass deutlich entspannter und unangestrengter klinge, als aufgesetzte Gefühlsduseleien wie Love Is You oder It’s Beautiful. Auch Helden gesucht verliere sich nicht im Gefälligkeitsklang der Erwartungserfüllung und dürfe am ehesten für die Musik stehen, welche dieser Künstler einmal veröffentlichen werde, wenn Marketingabteilung und Produzententeam mit der kommerziellen Ausschlachtung des nächsten „Superstars“ ausgelastet sein würden. Vermutlich habe Godoj für diese Zeit bereits einen viel versprechenden „Plan C“ entwickelt, wisse er sein aktuelles Werk in einer weiteren Textzeile des Titelliedes doch selbst gut einzuordnen: „Noch fehlt hier so was/ Wie ein Gleichgewicht/ Doch ich weiß/ Es wird schon irgendwann vorbeischauen“. Schön wär’s, denn Thomas Godoj habe allemal das Potential, die deutsche Musiklandschaft langfristiger und eigenständiger zu bereichern, als dies seinen Vorgängern bisher vergönnt war!“

## Kommerzieller Erfolg

### Chartplatzierungen
Das Album erreichte Platz eins der Charts in Deutschland und ebenfalls Platz eins in den österreichischen Charts, auf Platz drei kam es in der Schweiz.
| ChartsChartplatzierungen | Höchstplatzierung | Wochen |
| ------------------------ | ----------------- | ------ |
| Deutschland (GfK)        | 1 (25 Wo.)        | 25     |
| Österreich (Ö3)          | 1 (8 Wo.)         | 8      |
| Schweiz (IFPI)           | 3 (11 Wo.)        | 11     |

| ChartsJahrescharts (2008) | Platzierung |
| ------------------------- | ----------- |
| Deutschland (GfK)         | 18          |
| Österreich (Ö3)           | 60          |

### Auszeichnungen für Musikverkäufe
| Land/Region        | Auszeichnungen für Musikverkäufe (Land/Region, Auszeichnung, Verkäufe) | Verkäufe |
| ------------------ | ---------------------------------------------------------------------- | -------- |
| Deutschland (BVMI) | Platin                                                                 | 200.000  |
| Insgesamt          | 1× Platin ·                                                            | 200.000  |